# Większy niż król ten książę
Większy niż król ten książę – powieść biograficzna autorstwa Stanisława Szenica poświęcona życiu i działalności księcia Józefa Poniatowskiego w latach 1763–1806. W 1983 roku została wydana wraz z kontynuacją zatytułowaną Książę wódz w jednym tomie jako Bratanek ostatniego króla.

## Rozdziały
Książka składa się z 47 krótkich, kilkustronicowych rozdziałów.